# برده‌داری زنان در ایالات متحده
نهاد برده‌داری در آمریکای شمالی از اولین سال‌های مستعمراتی ایالات متحده تا سال ۱۸۶۵ میلادی وجود داشت تا این‌که سیزدهمین اصلاحیه قانون اساسی به‌طور دائمی برده‌داری را از سرتاسر ایالات متحده حذف کرد. این نهاد همچنین در میان حاکمیت قبایل سرخ‌پوست در قلمرو سرخ‌پوستان توسط معاهدات صلحی که ایالات متحده بعد از جنگ خواستار آن بود، حذف گردید.
در بیشتر قرن هفدهم و بخشی از قرن هجدهم، تعداد برده‌های مرد بیشتر از برده‌های زن بود، که تجربه‌های هر یک از این گروه‌ها را در مستعمرات متفاوت می‌ساخت. زندگی و کارکردن در شرایط و مناطق مختلف باعث شد تا زنان و مردان آفریقایی–آمریکایی تجربه‌های متنوع برده‌داری را داشته باشند. با افزایش تعداد زنان آفریقایی ربوده شده و همچنین آن‌هایی که در مستعمرات به عنوان برده به دنیا آمدند، نسبت جنسیت برده‌ها میان سال‌های ۱۷۳۰ و ۱۷۵۰ یکسان شد. «وضعیت زنان آفریقایی–آمریکایی از این لحاظ خاص است که در نقطه تقاطع دو ایدئولوژی توسعه یافته در آمریکا قرار داشتند، یکی اینکه زن بودند و دیگر اینکه مربوط به سیاه‌پوستان می‌شدند».: 27  هویت زن بودن و سیاه‌پوست بودن زنان آفریقایی آن‌ها را در معرض نژادپرستی و همچنین جنسیت‌گرایی قرار می‌داد.

## آمریکای مستعمراتی

### ویرجینیا

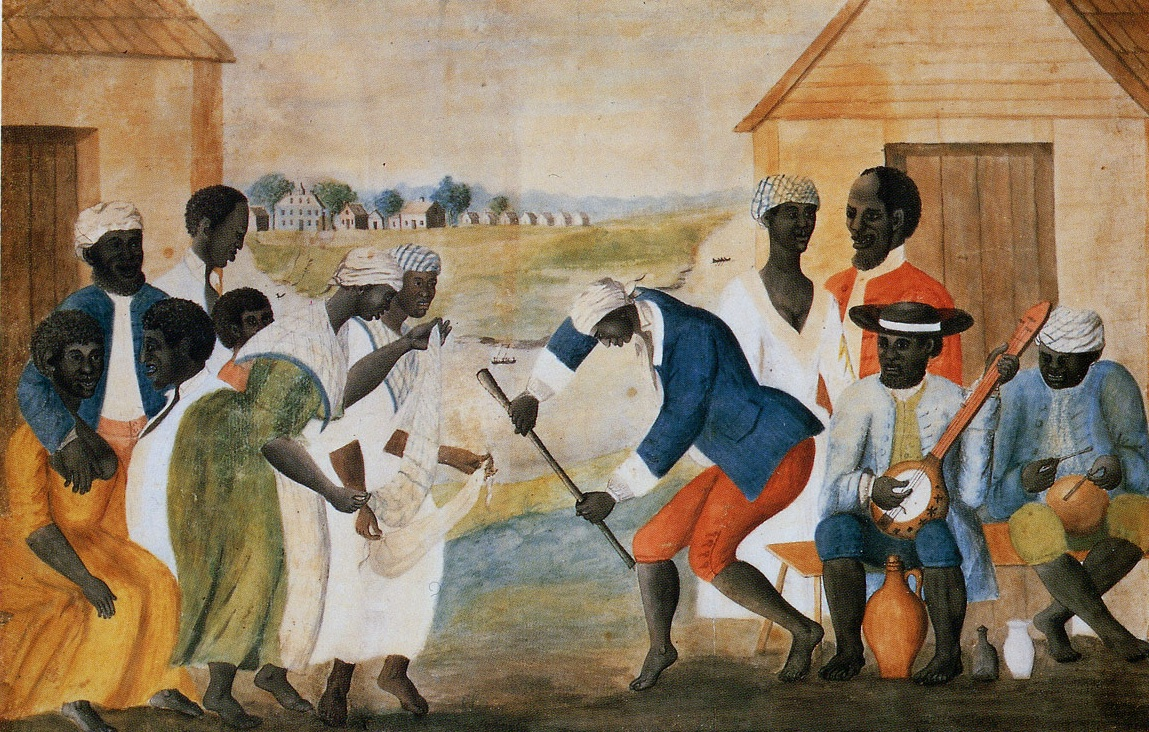
اثر کِشت قدیم در حدود ۱۷۹۰ میلادی، آفریقاییانی را که در مزرعه‌ای از کارولینای جنوبی به بردگی گرفته شده‌اند را نشان می‌دهد.

از سال ۱۷۰۰ تا ۱۷۴۰ میلادی، حدود ۴۳٬۰۰۰ برده به ویرجینیا وارد گردید و تقریباً تمام آن‌ها به استثنای ۴٬۰۰۰ تن به طور مستقیم از آفریقا وارد شده بودند. تحقیقات تازه نشان می‌دهد که تعداد زنان و مردان وارد شده در این دوران تقریباً برابر بود و شامل تعداد زیادی از اطفال نیز می‌شد. از آنجایی که بیشتر آن‌ها از غرب آفریقا بودند، فرهنگ آن‌ها در میان بردگان قرن هجدهم در ویرجینا یک فرهنگ مرکزی بود. ارزش‌های آفریقایی ترویج یافت و فرهنگ زنان غرب آفریقا اغلباً قابل مشاهده بود. برخی از مثال‌های ترویج فرهنگی، رابطه عمیق و قوی میان مادر و طفل و میان زنان در جامعه زنانه بود. به‌طور خاص در میان گروه قومی ایگبو (که امروزه در نیجریه قرار دارند) که میان یک ثلث تا نیمی از بردگان وارد شده در اوایل قرن هجدهم را شکل می‌دادند، اقتدار زنان (omu) «در طیف گستردهٔ از مسائل مهم به زنان به‌صورت خاص و در جامعه به‌صورت کل، حاکم بود». قوم ایگبو نماینده گروهی از مردمی بودند که به چیساپیک آورده شدند، اما در کل، آفریقایی‌ها از یک طیف فرهنگی متنوع آمده بودند. تمام آن‌ها از دنیایی که اجتماع زنان در آن قوی بود، به جامعه مردسالار و به شدت نژادپرستی معرفی شده بودند. مردان سفیدپوست برای توجیه آزار جنسی و بدجنسی خود، عموماً زنان سیاه‌پوست را از دید شهوات جنسی معرفی می‌کردند.
دختران ویرجینیا، تعداد اندک دختران سیاه‌پوست، تحصیل نکرده و اکثراً بی‌سواد بودند. بردگان آفریقایی و آفریقایی آمریکایی‌تبار تعداد زیادی از سمت‌ها را اشغال کردند. مستعمرات جنوبی عمدتاً جوامع زراعتی بودند و زنان برده در مزارع، نهال نشانی، انجام کارهای روزمره اما اغلب در فضای داخل خانه، پرورش و مراقبت از اطفال، آشپزی، لباس‌شویی و… مصروف کرده بودند.

### نیو انگلند

«جرسی نگرو» (1748)، اثر «جان گرینوود». این پرتره از «ان آرنولد» اولین پرتره از یک زن سیاهپوست در آمریکای شمالی بود. ان آرنولد دایه کودکی بود که والدینش در جزیره انگلیسی جرزی به دنیا آمده بودند. موزه هنرهای زیبا.

ایرا برلین تاریخ‌نگار میان «جوامع برده» و «جوامع دارای برده» فرق قایل شد. نیو انگلند جامعهٔ دارای برده بوده و به تجارت‌های دریایی و انواع مختلف زراعت وابستگی داشت، در مقایسه در جوامع برده در جنوب که «از لحاظ اجتماعی، اقتصادی و سیاسی به‌کار بردگان وابسته بودند، تعداد جمعیت کثیر برده بودند و مالکان اجازه داشتند بدون نظارت قانون، از قدرت بالایی بر بردگانشان برخوردار باشند». نیو انگلند جمعیت کوچک بردگان را در اختیار داشت و مالکان خود را مسئول می‌دانستند، تا از بردگانشان حفاظت و راهنمایی کرده و مراقب آن‌ها باشند. زنان برده در نیو انگلند در مقایسه با مناطق دیگر به دلیل «سیستم حقوقی نیو انگلند، تواتر آزاد سازی بردگان توسط مالکان آن‌ها و فرصت‌های استخدام، مخصوصاً میان مردان برده، آن‌هایی که فرصت این را داشتند تا با بدست آوردن مقدار کافی پول برای خود، همسر و کودک خریداری کنند»، فرصت‌های بیشتر برای آزادشدن داشتند.
زنان برده عمدتاً نقش‌های سنتی «کار زنان» را به عهده داشتند و اغلب در روز کار می‌کردند. آن‌ها عمدتاً به عنوان خدمتکار، در آشپزخانه، انبار و باغ کار می‌کردند. آن‌ها کارهای پُست و خدمت‌کارانه انجام می‌دادند: ظروف نقرهٔ خانوادگی یا اثاثیه را صیقل می‌دادند، در لباس و مو کمک می‌کردند، حمام را از آب پر می‌کردند، مردان را پیرایش می‌دادند و کارهای کوچک خانگی مانند جارو کردن، خالی کردن سطل زباله، حمل چندین گالون آب در روز، شستن ظروف، درست کردن آبجو، مراقبت از کودکان خردسال و سالمندان، پخت و پز و نان‌پزی، دوشیدن گاوها، غذا دادن به جوجه مرغ‌ها، ریسندگی، بافندگی، ورقه کردن، خیاطی و شستشو را انجام می‌دادند. کار روزانه آن‌ها نسبت به کار مزرعهٔ زنان برده در مناطق دیگر، سختی کمتری داشت، با این وجود زنان برده در نیوانگلند، اغلب در شرایط بد زندگی و سوء تغذیه، سخت کار می‌کردند. «در نتیجه کارسنگین، شرایط نامناسب مسکن و رژیم غذایی نامناسب، یک زن سیاه‌پوست متوسط بیش از چهل سال عمر نمی‌کرد».
زنان برده به زنان سفیدپوست به عنوان هدیه از سوی شوهرانشان و به عنوان هدیه عروسی و کریسمس داده می‌شدند. این ایده که اربابان نیوانگلند با بردگان خود در مقایسه با برده‌داران جنوبی با مهربانی بیشتری رفتار می‌کردند افسانه است. آن‌ها آزادی تحرک کمی داشتند، به تحصیل و هیچ نوع آموزشی دسترسی نداشتند. «مواردی مربوط به بردگانی که توسط صاحبانشان علامت گذاری می‌شدند، گوش‌هایشان میخکوب می‌شد، فرار می‌کردند، خودکشی می‌نمودند، خانواده‌هایشان از هم می‌پاشید یا مخفیانه به صاحبان جدید در باربادوس فروخته می‌شدند، قبل از این‌که بی‌ارزش شوند، برای رد افسانه اربابان مهربان کافی به نظر می‌رسد. آن‌ها زمانی‌که بر بردگان خود عصبانی می‌شدند، با خشم آن‌ها را می‌زدند و به راحتی دست به شلاق می‌بردند.» برده‌های زن گاهی توسط اربابان خود به منظور تولید مثل اجباری مجبور به برقراری روابط جنسی با مردان برده می‌شدند. همچنین غیرعادی نبود که زنان برده مورد تجاوز جنسی قرار بگیرند و در برخی موارد توسط اربابان خود باردار می‌شدند.

### مستعمرات جنوبی
صرف نظر از مکان، بردگان زندگی سخت و تحقیرآمیزی را تحمل می‌کردند، اما کار در مستعمرات جنوبی از همه شدیدتر بود. مستعمرات جنوبی جوامع برده بودند. آن‌ها «از نظر اجتماعی، اقتصادی و سیاسی به کار برده‌ها وابسته بودند، جمعیت زیادی از برده‌ها داشتند و مالکان بدون این‌که توسط قانون کنترل شوند می‌توانستند بر بردگان خود قدرت گسترده‌ای داشته باشند». مزارع، ساختار قدرت اقتصادی جنوب بود و کار زنان و مردان برده بنیاد آنرا شکل می‌داد. در اوایل، بردگان در جنوب عمدتاً در کشاورزی، مزارع و نهال نشانی کار کرده و ایندیگو، برنج و تنباکو می‌کاشتند. پنبه پس از دهه ۱۷۹۰ به یک محصول عمده تبدیل شد. زنان برده در طیف گستردهٔ از مشاغل کار می‌کردند. از آن‌ها انتظار می‌رفت که هم کارهای مزرعهٔ انجام دهند و هم صاحب طفل شوند و از این طریق جمعیت بردگان را افزایش دهند. در سال‌های قبل از انقلاب آمریکا، جمعیت زنان برده عمدتاً در نتیجه افزایش طبیعی افزایش یافت نه واردات. «زمانی که برده‌داران دریافتند که عمل‌کرد تولید مثل زنان برده می‌تواند سودآور باشد، به‌کاربری روابط جنسی زاینده بخشی جدایی ناپذیر از استثمار جنسی برده‌های زن شد». بسیاری از زنان برده، فرزندان خود را بدون کمک زیادی از مردان بزرگ کردند. زنان برده نه تنها برای انجام کارهای خانه و مزرعه برده‌داران، بلکه برای بچه‌دار شدن، تغذیه و پرورش کودکانی که برده‌داران می‌خواستند پیوسته نیروی کارشان را توسط آن مشبوع کنند نیز به‌کارگرفته می‌شدند. زنان به عنوان بردگان خانه، خدمتکاران خانه بودند: آشپزی، خیاطی، خدمت‌گزاری و تربیت فرزندان کارگران مزرعه. بعداً آن‌ها در بسیاری از کارخانه‌ها مورد استفاده قرار گرفته و در توسعه ایالات متحده نقش اساسی داشتند و در آن‌جا با هزینه‌های کمتری نگهداری می‌شدند.

### تاریخنگاری و خاطره
- McElya, Micki. Clinging to Mammy: The Faithful Slave in Twentieth-Century America (Harvard UP, 2007); on 20th century construed white memories of happy times with slave women.
- West, Emily. "Reflections on the History and Historians of the black woman’s role in the community of slaves: enslaved women and intimate partner sexual violence." American Nineteenth Century History 19.1 (2018): 1-21. online